# Brännkyrka kyrka
Brännkyrka kyrka är en kyrkobyggnad i stadsdelen Örby slott i södra Stockholm. Den är den ena av två församlingskyrkor i Brännkyrka församling i Stockholms stift; den andra är den moderna Vårfrukyrkan i Fruängen. Kyrkan härstammar från 1100-talet, men har brunnit och renoverats flera gånger.
Tonsättaren Lars Egebjer var under många år organist i Brännkyrka kyrka.

## Kyrkobyggnaden
Brännkyrka kyrka är enskeppig med tredingstak och orienterad i öst-västlig riktning. Kyrkans medeltida delar är i gråsten med inslag av tegel, medan den östra delen av långhuset är i tegel. Fasaden är putsad ljusbrun och taket är klätt med plåt. Kyrkan har ett med plåttäckt spira försett västtorn, i vilket huvudingången finns, och ett rakt avslutat kor i öster vars nock är högre än långhusets tak. Sakristian, med handikappentré och skrudkammare, ligger på den norra långsidan. Kyrkan har brunnit och byggts om flera gånger; den senaste utvändiga renoveringen skedde 1975.

## Historia
Den ursprungliga kyrkan uppfördes sannolikt vid 1100-talets slut. Denna kyrka bestod av ett i stort sett kvadratiskt långhus med ett smalare kor i öster. Av denna ursprungliga kyrka återstår stora delar av långhuset. Före mitten av 1200-talet tillkom kyrktornet. Tornet har en för Mellansverige ovanlig konstruktion med så kallade "höftpartier", det vill säga att taket på långhuset fortsätter till viss del vid tornet. Förutom Västerhaninge kyrka är den den enda kyrkan i stiftet med denna konstruktion, som emellertid är vanlig på Gotland. På 1300-talet uppfördes en sakristia med tegelvalv i kyrkans norra del. På 1400-talet slogs valv även i långhuset och koret, och senare tillkom ett vapenhus i söder.
Under 1400-talet härjades kyrkan, som på den tiden hette Vantör, av  ett flertal bränder vilket i senare tid gav kyrkan det nuvarande namnet Brännkyrka kyrka.

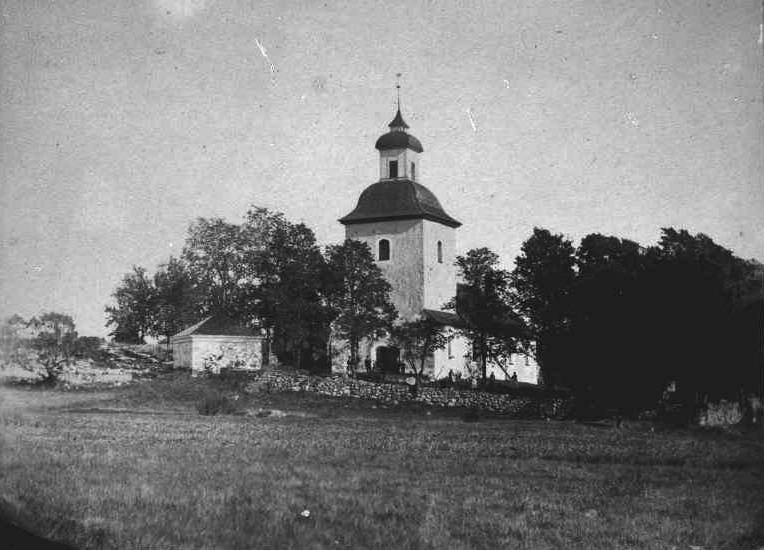
Brännkyrka kyrka i slutet av 1800-talet, före tornets ombyggnad.

1723 förstördes hela inredningen i en brand, och i ett exemplar av Karl XII:s bibel i kyrkan finns en handskriven notis om att denna brand var den fjärde som kyrkan råkat ut för. Faktum är att det är en kyrkobrand som har givit Brännkyrka socken och dess kyrka sitt namn; tidigare hette socknen Vantör. Denna brand måste ha ägt rum före 1425, då det första belägget för det nuvarande namnet har påträffats.
Åren 1802–1803 tillkom östra delen av långhuset efter ritningar av slottsbyggmästaren J. H. Edberg och arkitekt Olof Tempelman. Vid ombyggnaden revs det ursprungliga koret, och i stället uppfördes ett nytt korparti med sakristia. En plakett ovanför kyrkporten i tornet minner om denna ombyggnad. 1851 byggdes en ny sakristia vid östgaveln efter ritningar av Carl-Gustaf Blom-Carlsson. I samband med detta byggdes även koret om och en orgelläktare i väster tillkom. Tornet byggdes om 1890, och fick då sitt nuvarande utseende. 1912 öppnades dess nedre del mot långhuset genom en arkadbåge, och läktaren byggdes om.

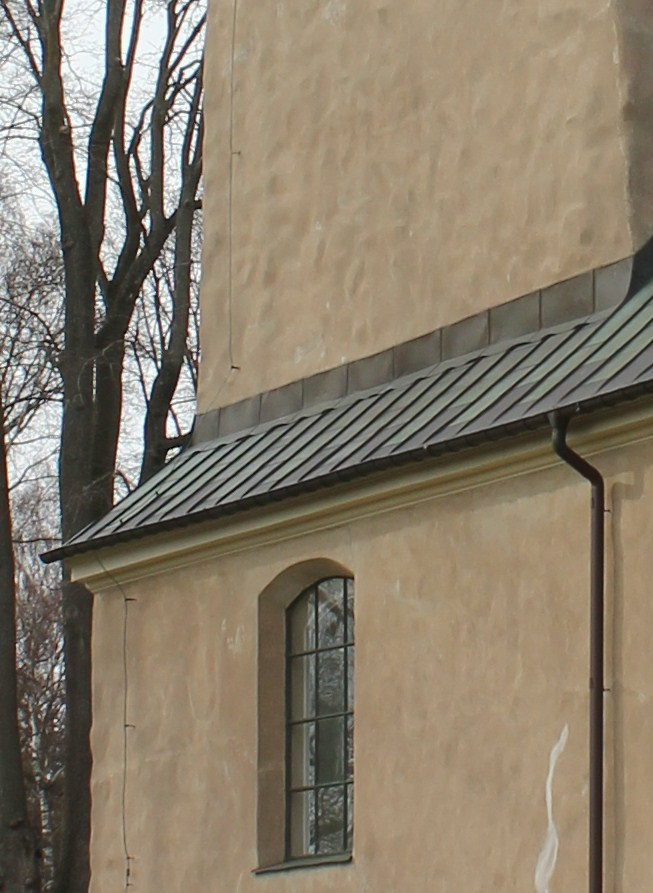
Kyrktornets så kallade "höftparti".

1975 genomfördes den senaste ombyggnationen, efter planer av arkitekt Sven Ivar Lind. Sakristian från 1851 revs, och i dess ställe uppfördes ett nytt, högt kor, vars tak sticker upp över långhusets. En ny sakristia byggdes på kyrkans norra sida, med skrudkammare och handikappentré. Under sakristian, under marknivå, byggdes en våning med ekonomiutrymmen, sammanträdesrum och brudkammare. Vid renoveringen putsades även övriga kyrkan upp.
En invändig renovering genomfördes 2004. Altaret flyttades då fram, kortrappan breddades och långhusets tak målades ljusgrått.

## Inventarier
Samtliga inventarier är från efter renoveringen 1975, då altare, predikstol, bänkar och dopfunt tillkom.
2011 fick kyrkan en ny altartavla i glas och trä utförd av Bertil Vallien vid Orrefors Kosta Boda. Den cirkelformade tavlan är inspirerad av medeltida rosettfönster och symboliserar "Gud, vars famn innesluter allt från himlen till underjorden." I korset i mitten syns en Kristusgestalt med en båt i händerna, och uppåtgående strålar i tavlans övre del symboliserar den Helige Ande. I korsets vinklar sitter sexton glasblock med motiv från Bibeln. På kyrkans norrvägg hänger tre pendanger, som också hör till verket. Den ersatte en tidigare altartavla från 1979, målad av Einar Forseth, som visade Kristus i en mandorla i mitten, med barn och besvärade människor vid sidorna, ett motiv hämtat från Matt. 11:28: Kommen till mig, I alla som arbeten och ären betungade, så skall jag giva eder ro. Den gamla altartavlan hänger numera i Salomosalen i församlingshemmet.
I korets södra vägg finns en piscina av Sven Lundqvist. Den är smyckad med relieffigurer av  den samariska kvinnan vid Sykars brunn ur Johannesevangeliets fjärde kapitel.

### Orgel
- 1835 byggde Pehr Zacharias Strand, Stockholm en orgel med 8 stämmor, en manualer och bihangspedal.[5]

- 1900 byggde Åkerman & Lund, Stockholm en orgel med 12 stämmor, två manualer och pedal.[5]

- 1941 byggde A Mårtenssons Orgelfabrik AB, Lund en orgel med 25 stämmor två manualer och pedal.[5]

- 1978 byggde Walter Thür Orgelbyggen AB, Torshälla en orgel med 20 stämmor. Orgeln hade mekanisk traktur och elektrisk registratur.  Fasaden var samtida med orgeln. Crescendosvällaren i svällverket är gemensam för hela pedalverket, utom Subbas 16'.[5]

| Huvudverk I   | Svällverk II        | Pedal        | Koppel | Övrigt               |
| Principal 8'  | Rörgedackt 8'       | Subbas 16'   | I/P    | 2 fria kombinationer |
| Gedackt 8'    | Kvintadena 8'       | Gedackt 8'   | II/P   |                      |
| Oktava 4'     | Principal 4'        | Oktava 4'    | II/I   |                      |
| Rörflöjt 4'   | Flûte octaviante 4' | Nachthorn 2' |        |                      |
| Oktava 2'     | Rörnasat 2 2/3'     | Fagott 16'   |        |                      |
| Mixtur 4 chor | Waldflöjt 2'        |              |        |                      |
| Trumpet 8'    | Ters 1 3/5'         |              |        |                      |
|               | Scharff 3 chor      |              |        |                      |
|               | Tremulant           |              |        |                      |
|               | Crescendosvällare   |              |        |                      |

- Nuvarande orgel invigdes 2 september 2012 och är tillverkad av Åkerman & Lund Orgelbyggeri. [6]

Disposition:
| Huvudverk (I)       | Positiv (II)        | Svällverk (III)       | Pedal         | Koppel |
| ------------------- | ------------------- | --------------------- | ------------- | ------ |
| Borduna 16'         | Flauto doppio 8'    | Borduna 8'            | Untersatz 32' | II/III |
| Principal 8'        | Viola di Gamba 8'   | Fugara 8'             | Violon 16'    | I/III  |
| Flûte Harmonique 8' | Flauto amabile 8'   | Flauto traverso 8'    | Subbas 16'    | I/II   |
| Oktava 4'           | Principal 4'        | Salicional Piffaro 8' | Violoncell 8' | III/P  |
| Kvinta 2 2/3'       | Flauto cuspido 4'   | Flûte octaviante 4'   | Gedackt 8'    | II/P   |
| Oktava 2'           | Nazard 2 2/3'       | Gambetta 4'           | Basun 16'     | I/P    |
| Mixtur IV           | Quarte de nazard 2' | Piccolo 2'            | Trumpet 8'    |        |
| Trumpet 8'          | Tierce 1 3/5'       | Mixtur III            |               |        |
|                     | Flauto di Pan 1'    | Corno 8'              |               |        |
|                     | Dulcian 8'          | Clairon 4'            |               |        |
|                     | Tremulant           | Fagott-Oboe 8'        |               |        |
|                     |                     | Tremulant             |               |        |

Bilder på kyrkans inventarier
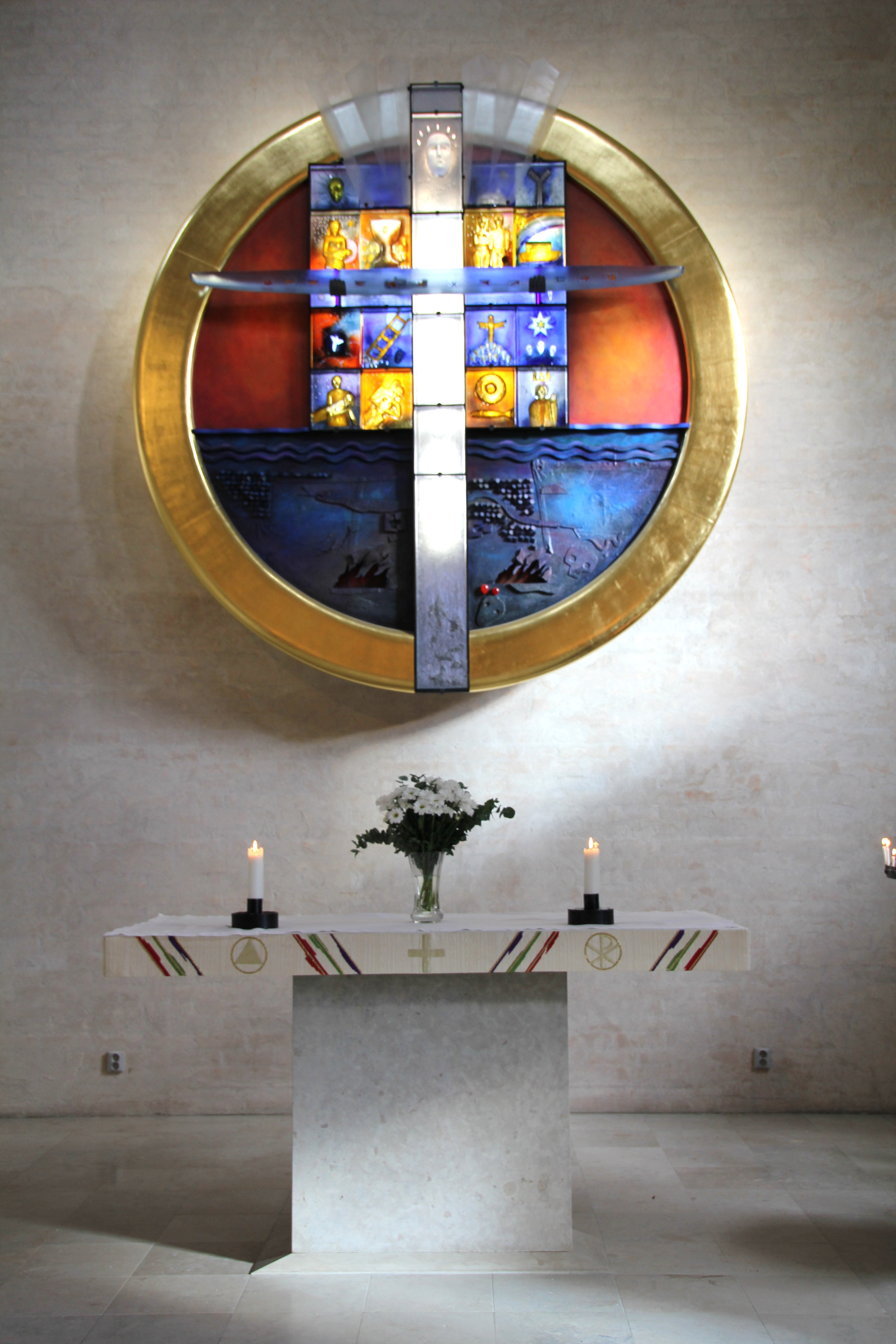
Bertil Valliens altartavla.
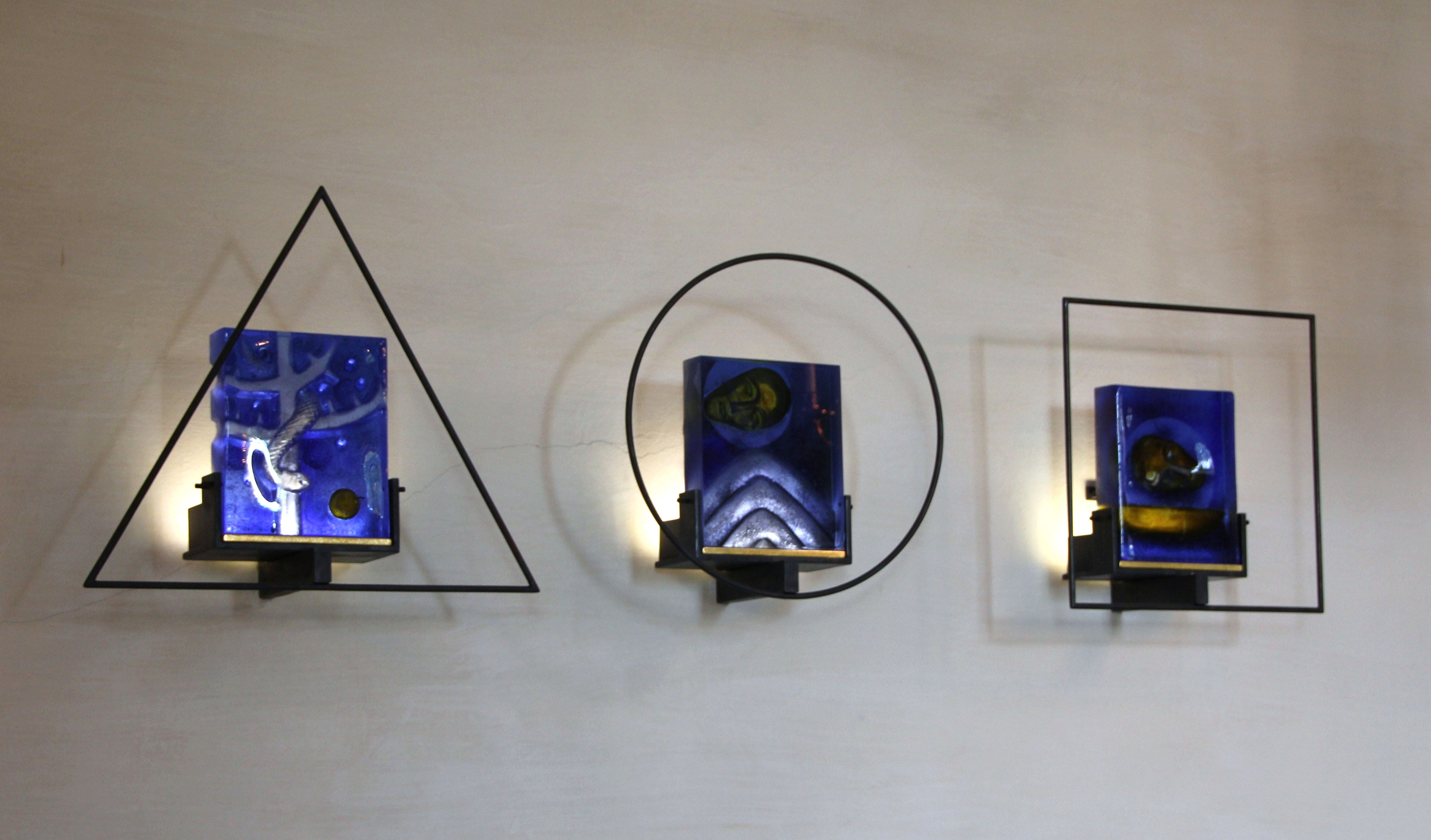
Pendangen till altartavlan.
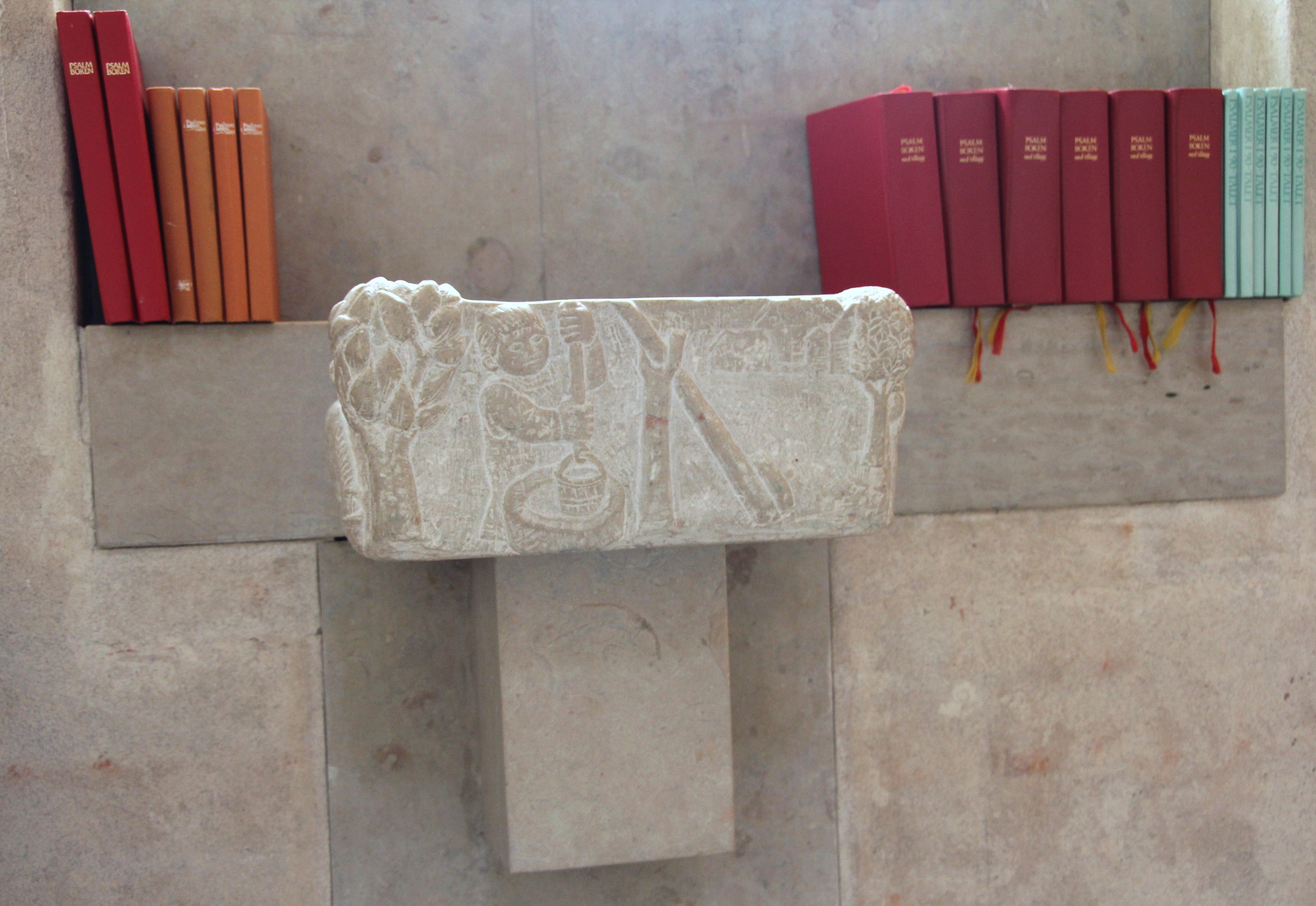
Sven Lundqvists piscina.
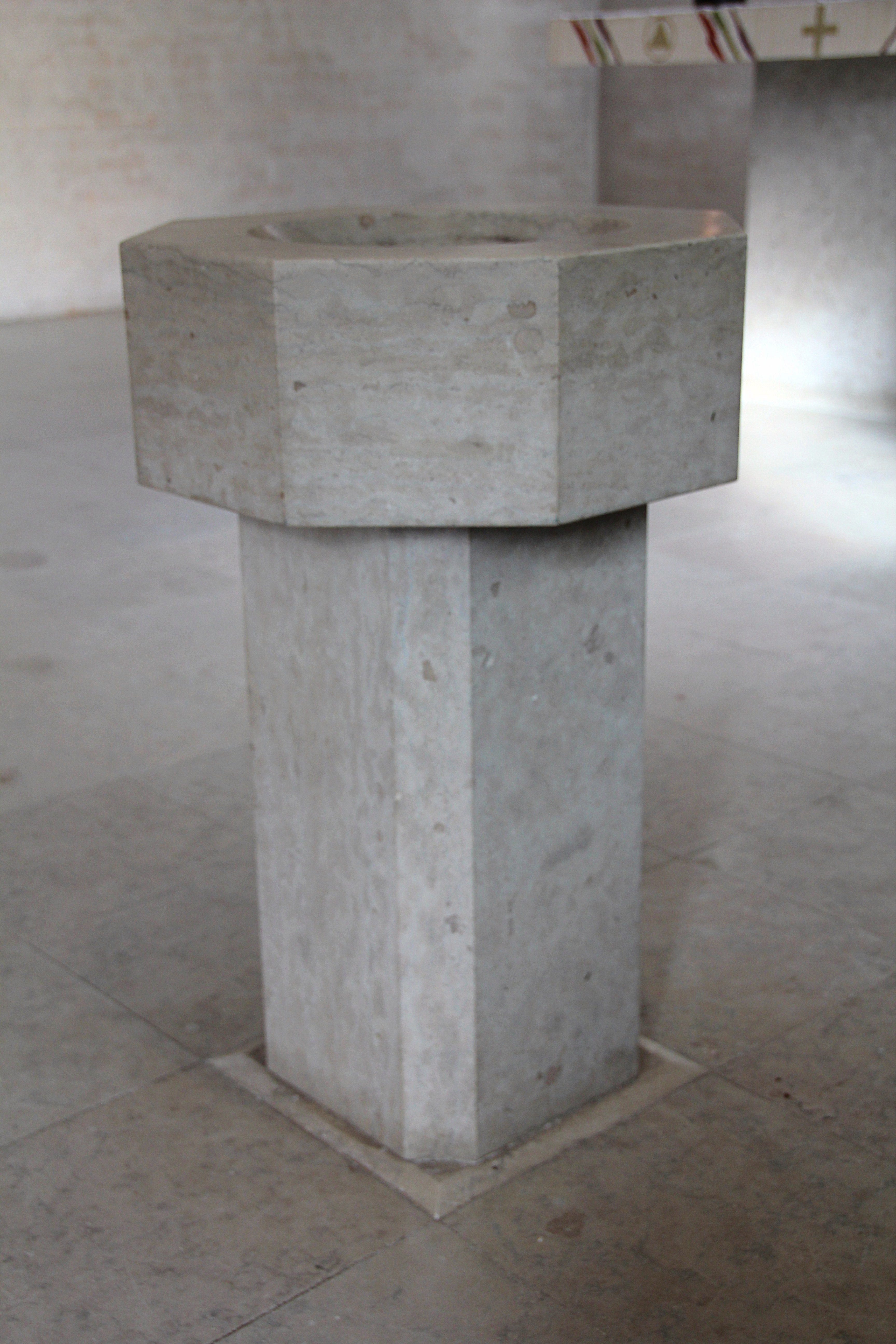
Dopfunten.
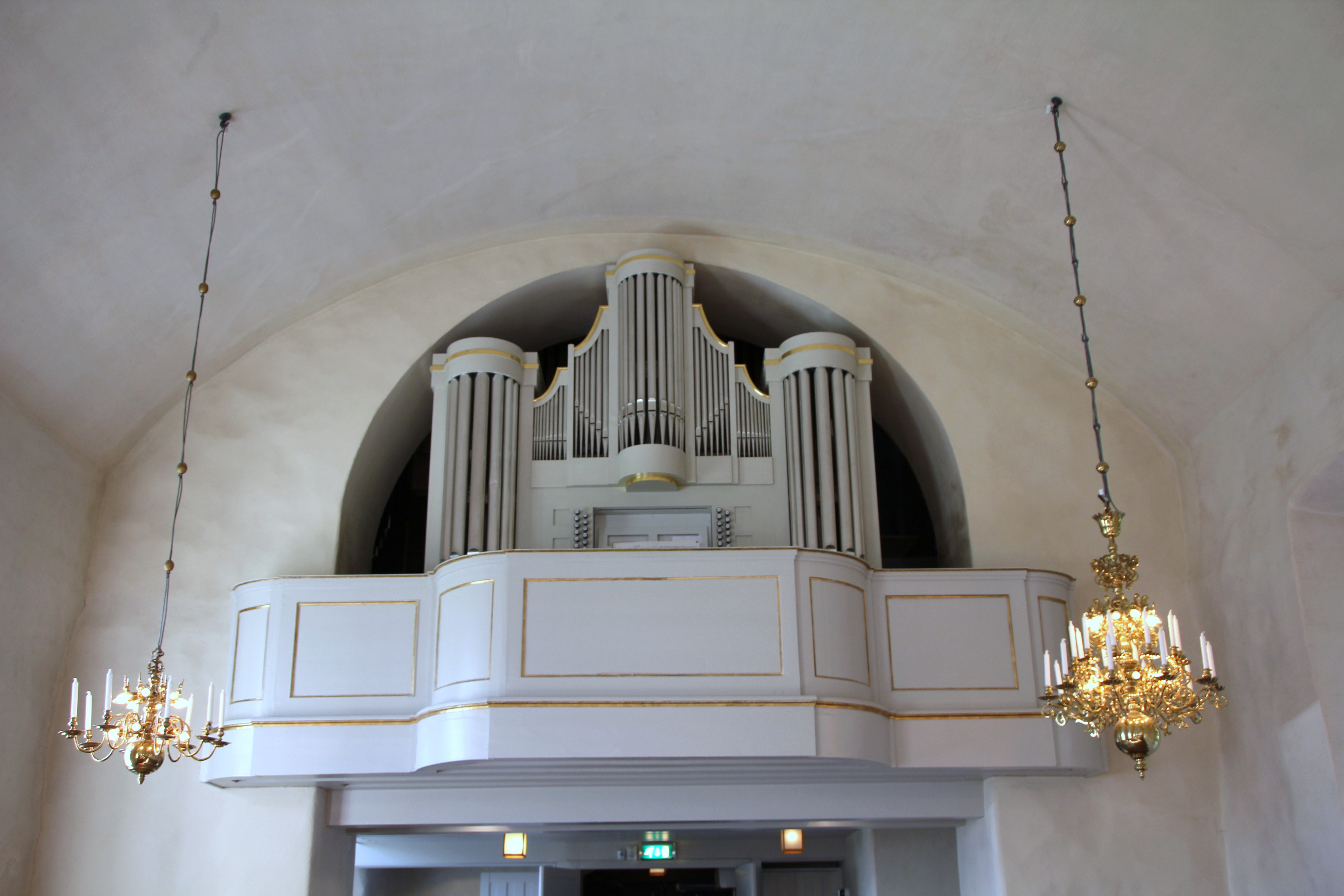
Orgelläktaren.
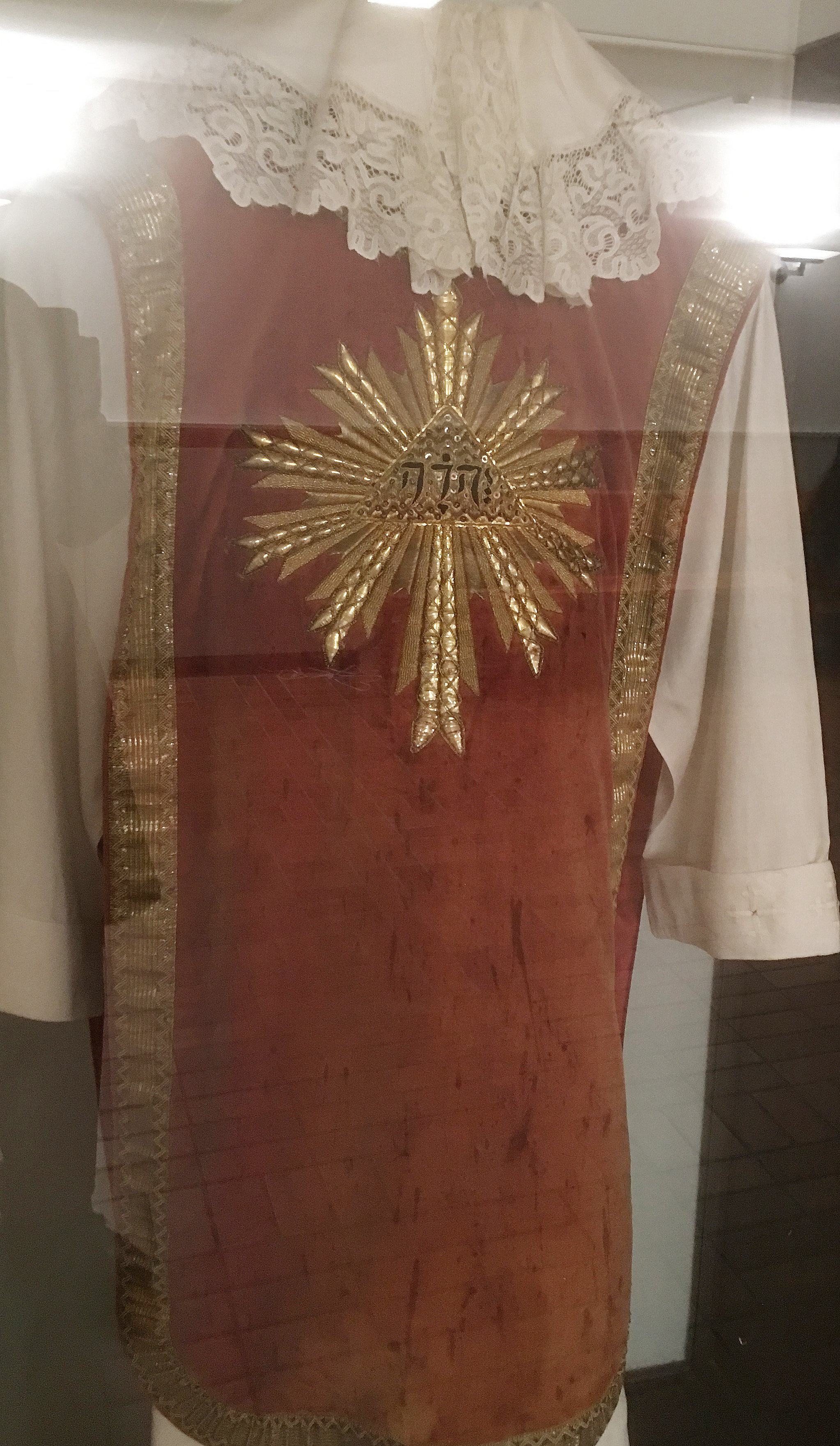
Röd mässhake
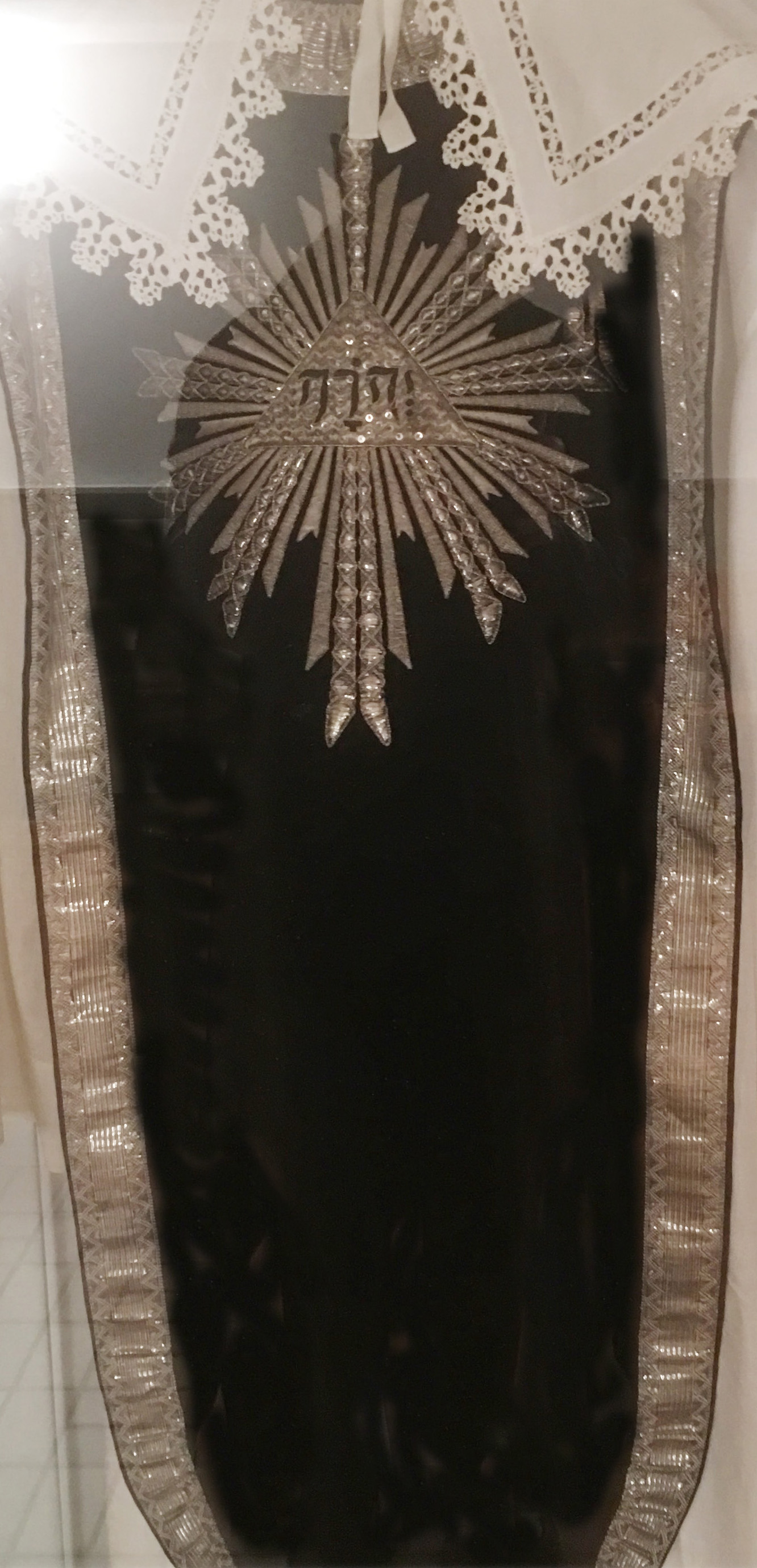
Svart mässhake

## Omgivningar
Kyrkan ligger vid gamla Göta landsväg, nuvarande Götalandsvägen, i stadsdelen Örby slott, och omges till största del av villabebyggelse från 1900-talet. Söder om kyrkan, mot Älvsjö till, låg tidigare en sjö vid namn Brännkyrkasjön (eller Kyrksjön), men den är numera utdikad och kallas i dag Sjöängen.

### Kyrkogården
Med utbredning framför allt söder och väster om kyrkan finns en kyrkogård med medeltida anor, där bland andra Märta Helena Reenstierna, den så kallade Årstafrun, ligger begraven. Reenstierna lät plantera den trädkrans som än i dag finns kvar på kyrkogården. Arealen är 1,5 hektar, och här finns knappt tvåtusen gravar. I kyrkogårdens norra del finns ett gravkapell, uppfört 1930 efter ritningar av Sven Häggbom. Tre fristående gravkor står också på kyrkogården. Precis nordväst om kyrkan ligger det Lagerbielkeska gravkoret från 1849, en spritputsad byggnad med pyramidtak. I söder står det nygotiska Odelbergs gravkor i tegel med cementlister, uppfört 1879, och i sydost återfinns ett gravkor för kyrkvärden L. E. Andersson, en vitputsad byggnad från 1888 med rundbågig port. Norr om den egentliga kyrkogården finns en minneslund, anlagd 1983 efter ritningar av arkitekt Göran Bergqvist. Kyrkogården ägs och förvaltas sedan 1978 av Stockholms kyrkogårdsförvaltning.
Som en utökning till Brännkyrkas kyrkogård anlades i slutet av 1800-talet Brännkyrka nya begravningsplats, idag kallad Västberga begravningsplats. Den ligger cirka 700 meter meter norr om Brännkyrka kyrka.

Bilder från kyrkogården
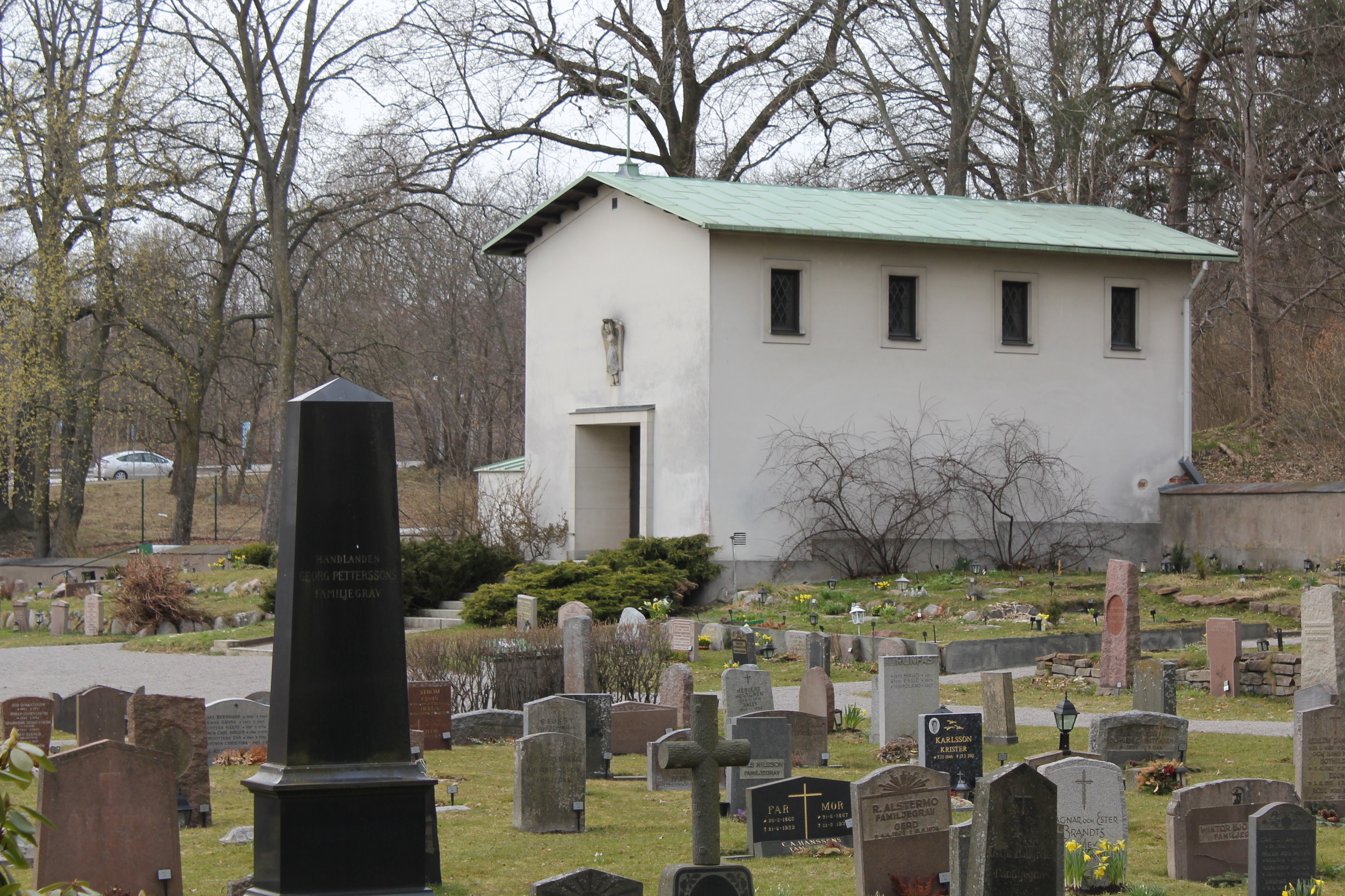
Gravkapellet.
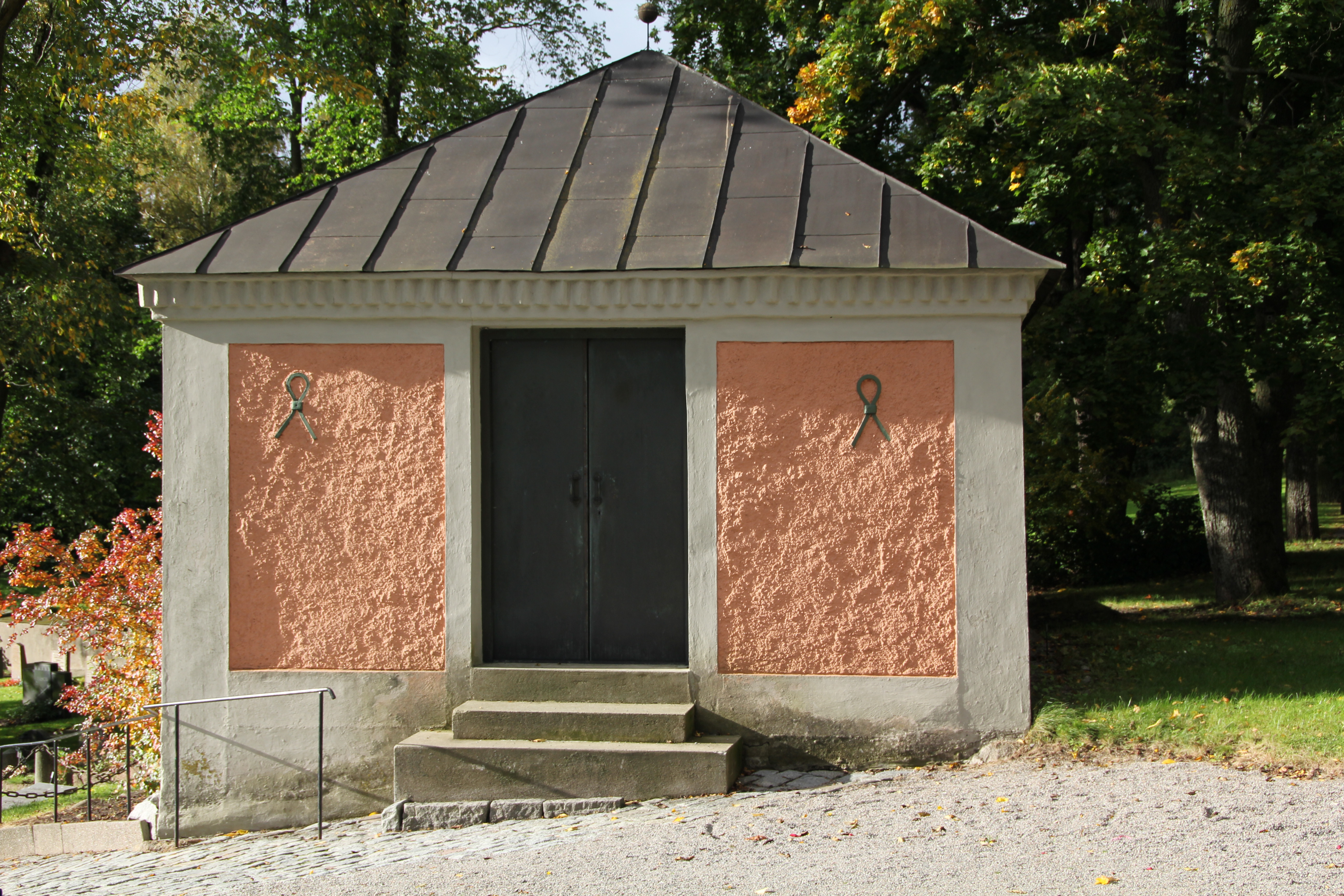
Lagerbielkeska gravkoret.
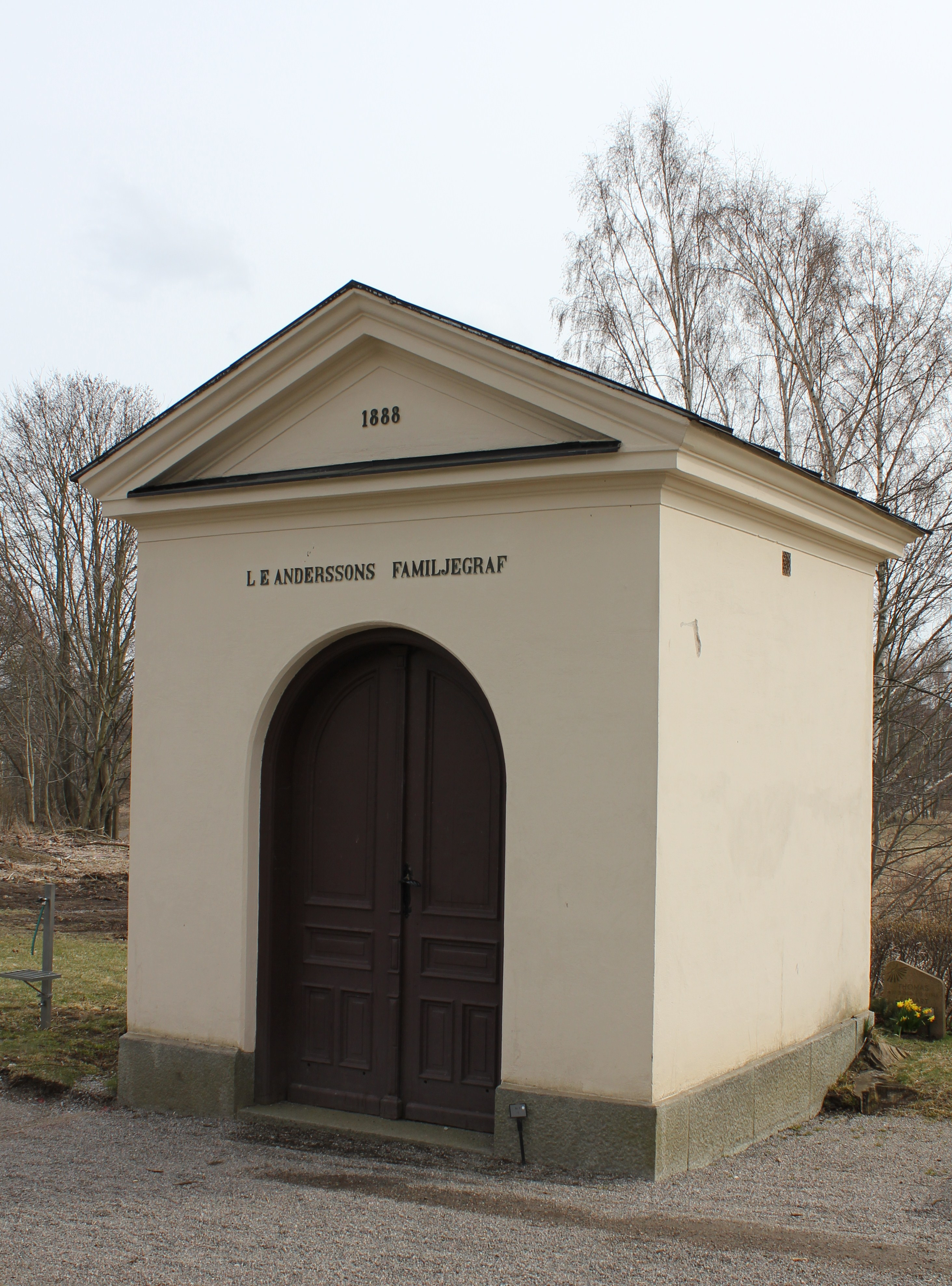
L. E. Anderssons gravkor.
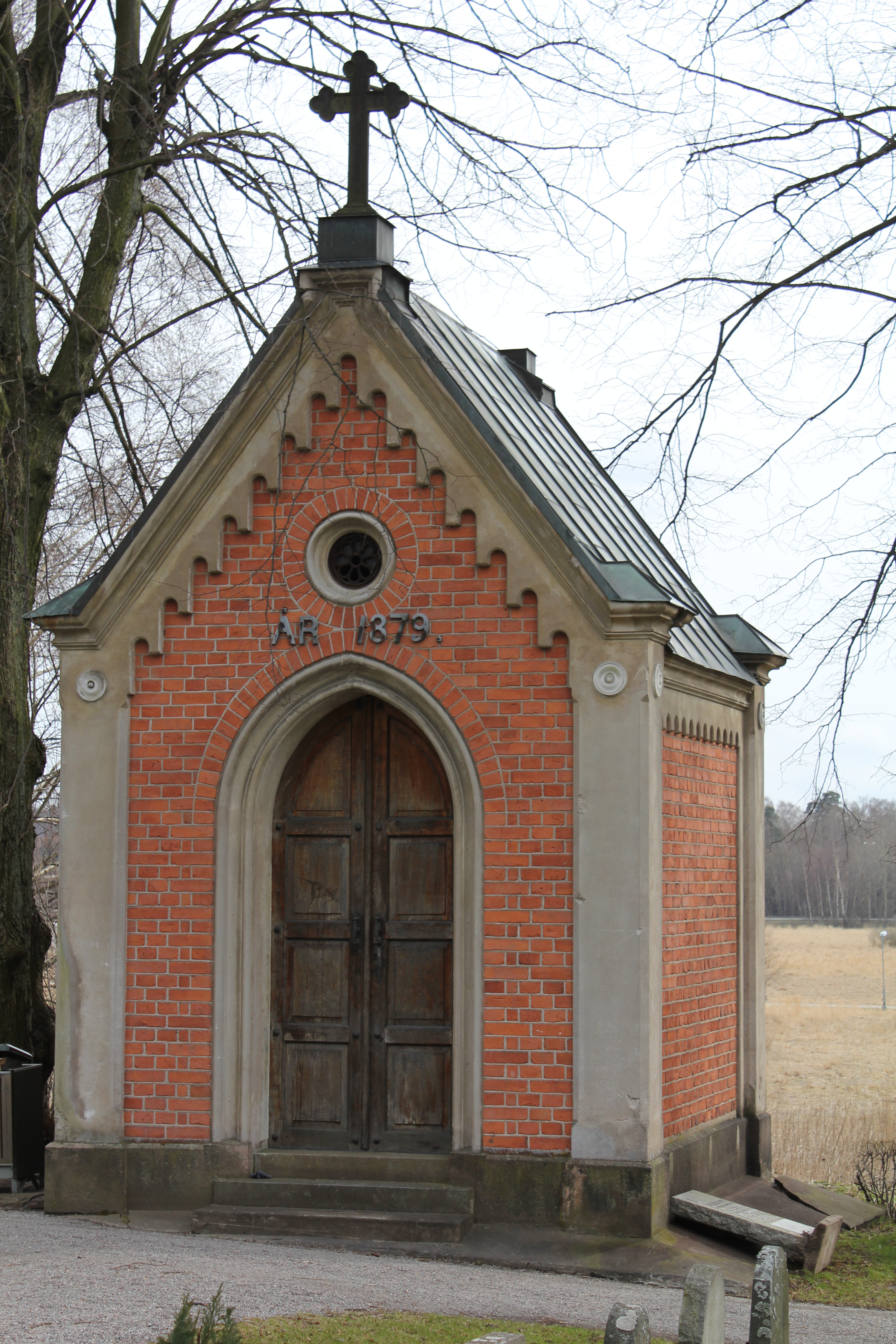
Odelbergs gravkor.
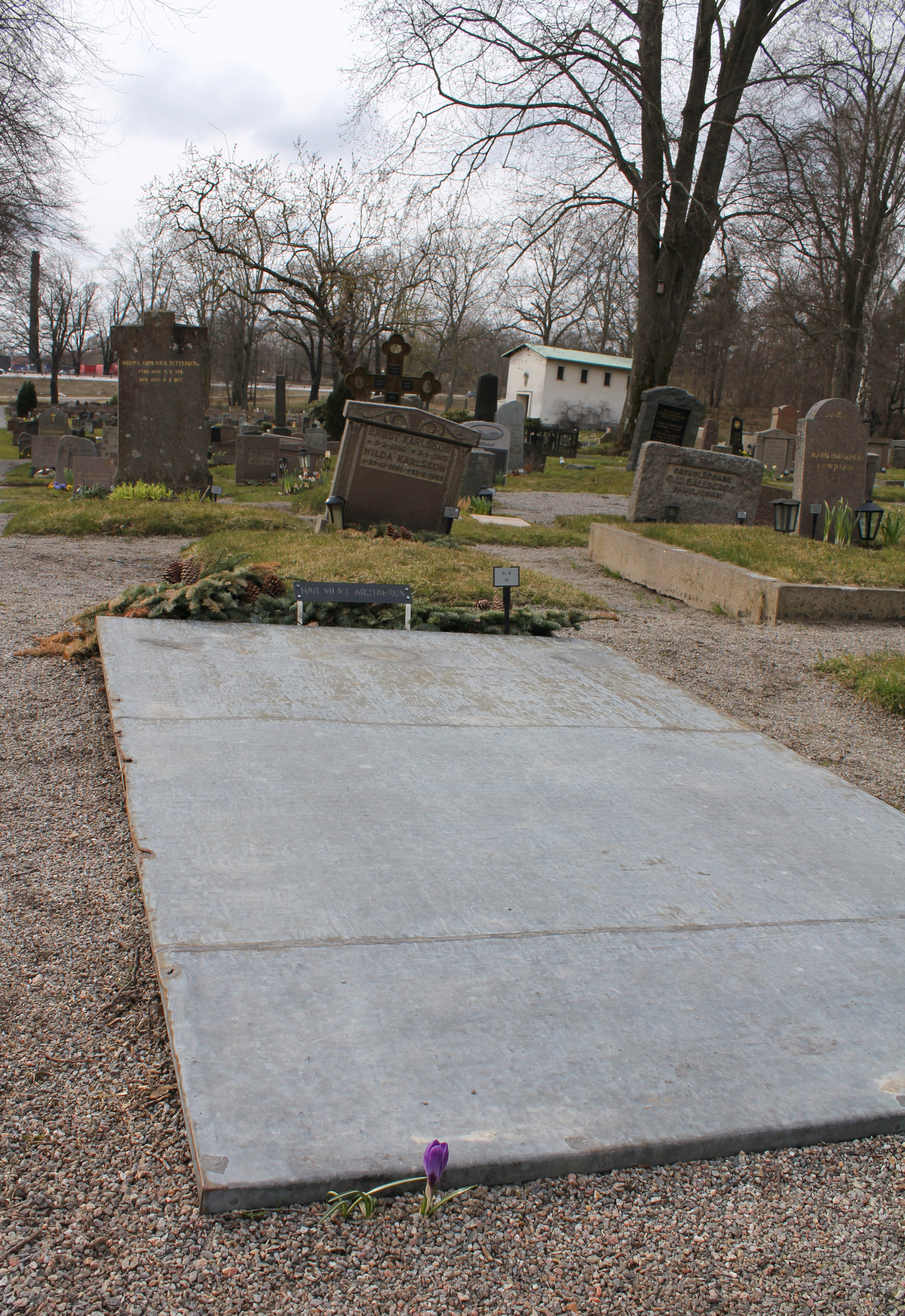
Märta Helena Reenstiernas grav.
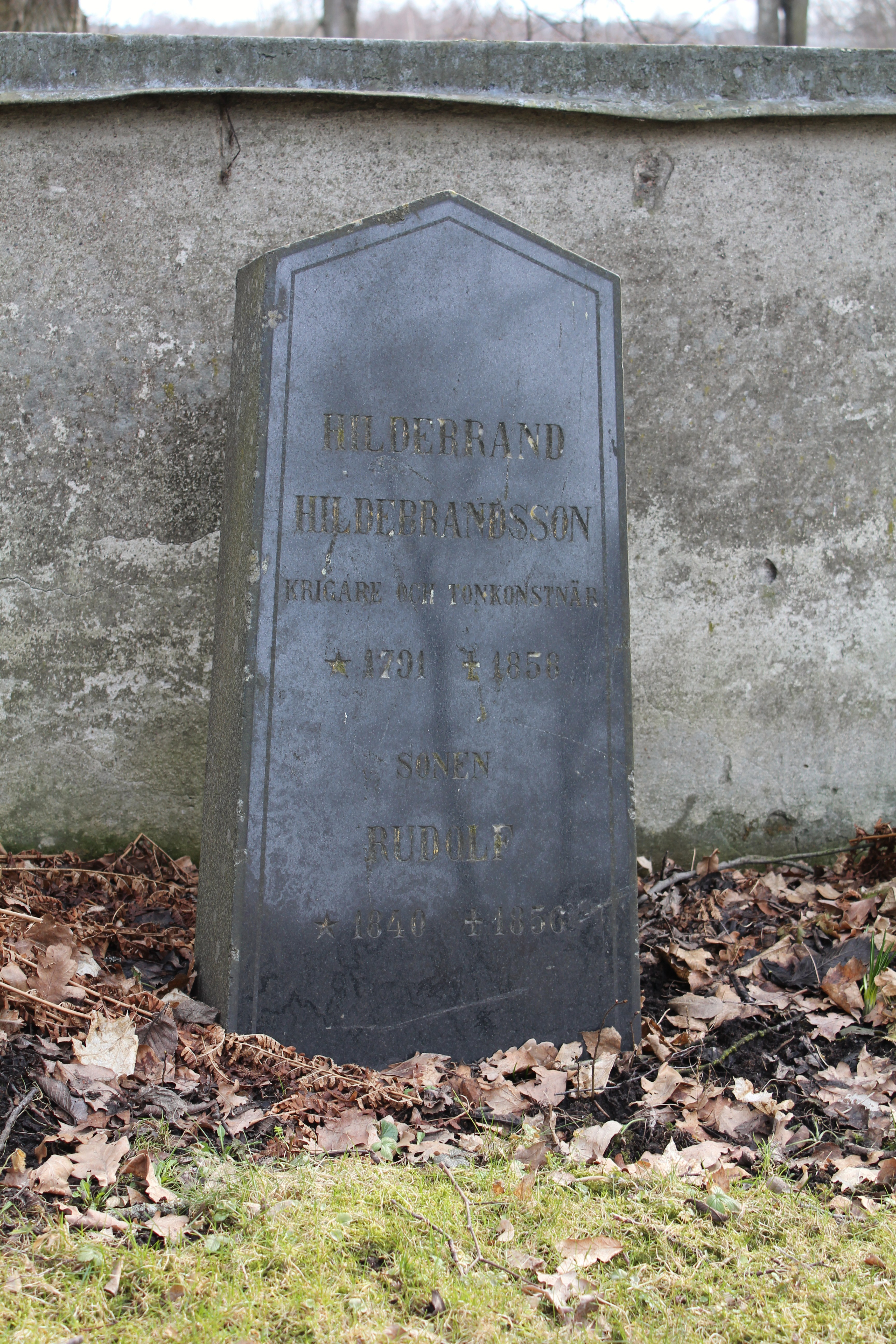
Hildebrand Hildebrandssons grav.
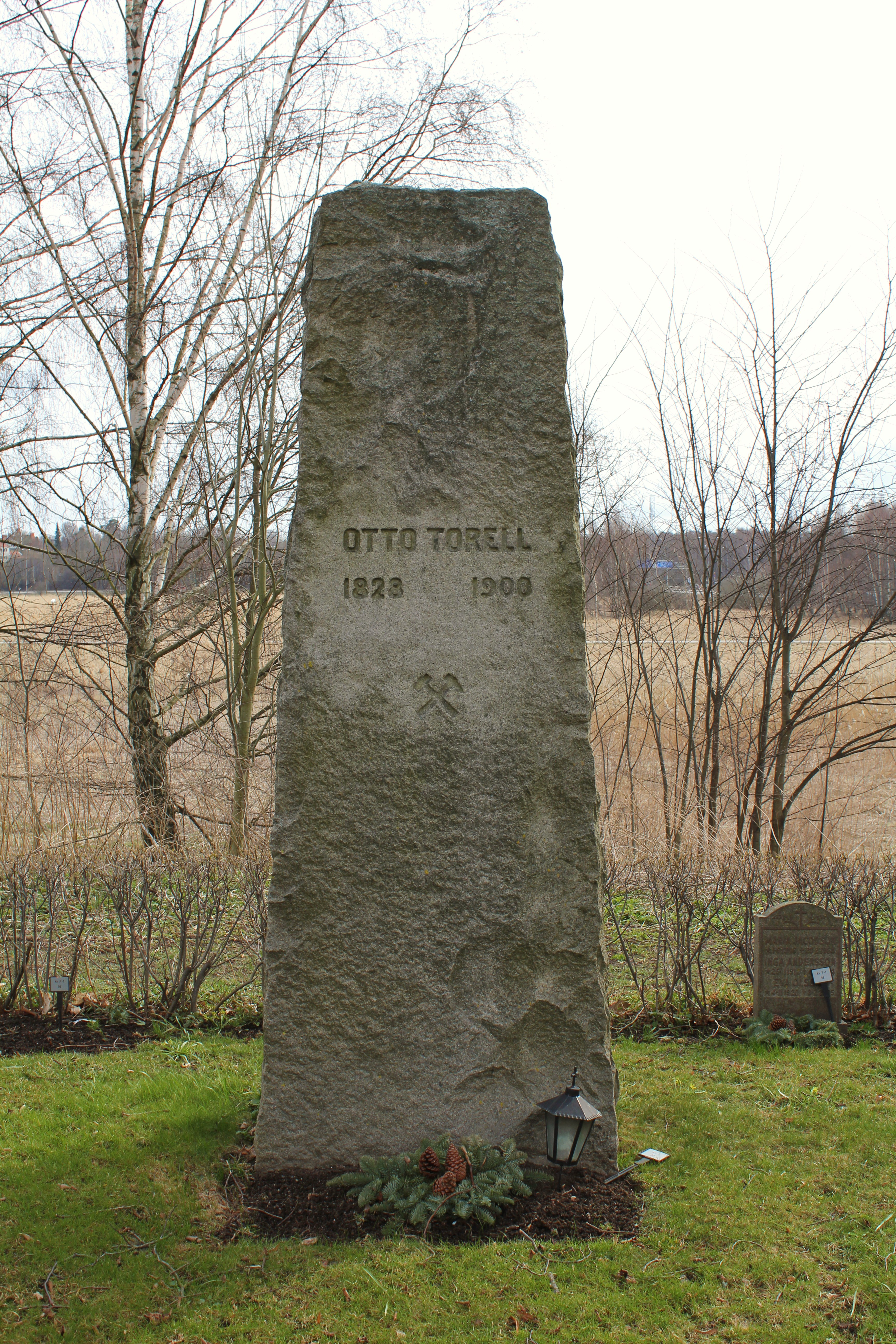
Otto Torells grav.
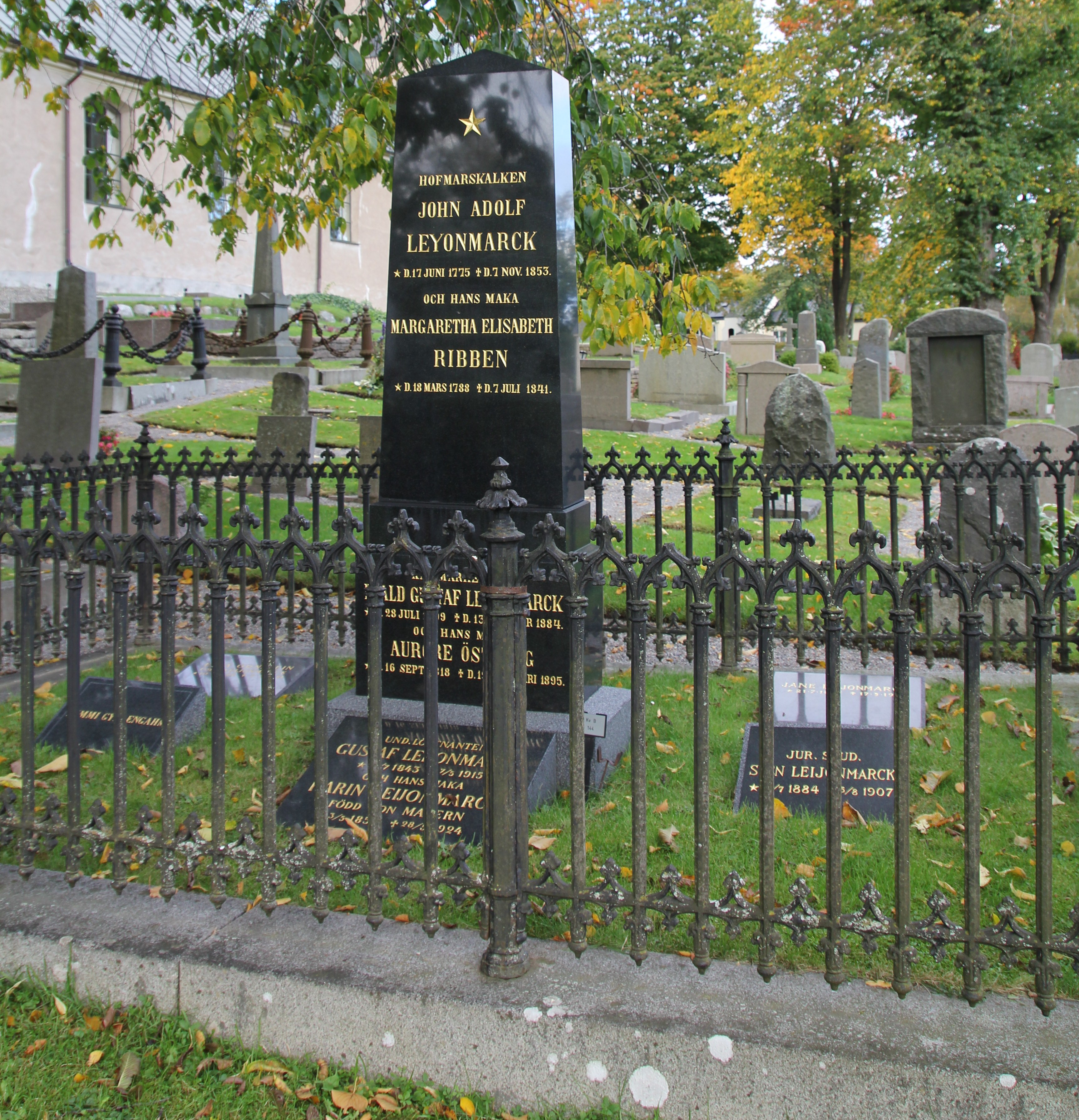
John Adolf Leyonmarcks grav.

### Församlingshemmet

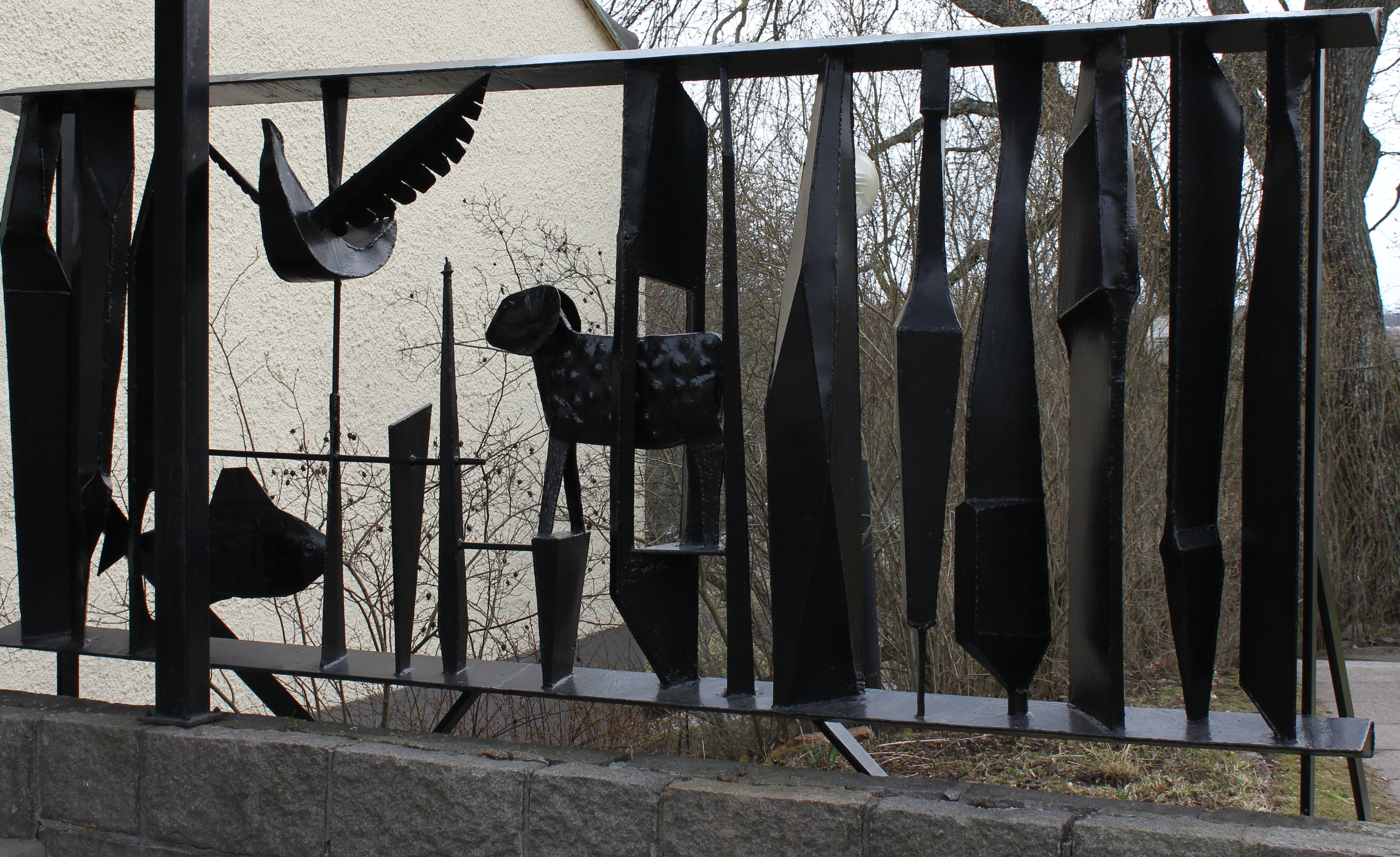
Räcke med smideskonst av Folke Heybroek.

Nordost om kyrkan ligger församlingshemmet, en låg, vitputsad byggnad med skiffertak, byggd 1959 efter ritningar av Mårten Larsson och Anders William-Olsson. Vid entrén finns ett räcke med smideskonst av Folke Heybroek, föreställande de kristna symbolerna fisken, duvan och lammet. Mellan kyrkan och församlingshemmet finns en liten park med ett utomhusaltare och utomhusdopfunt samt en liten lekplats med en lekstuga byggd som en modell av kyrkan och två lekskulpturer i trä, föreställande två åsnor.